# Europacup II hockey vrouwen 2002
De 12de editie van de Europacup II voor vrouwen werd gehouden van 29 maart tot en met 1 april 2002 in Ourense. Er deden acht teams mee, verdeeld over twee poules. Rotterdam won deze editie van de Europacup II.

## Poule-indeling

### Poule A
- Rotterdam
- Ourense
- HF Lorenzoni
- CPCS Moskva Pravda

### Poule B
- Club an der Alster
- Ballymoney
- Leicester HC
- Glasgow Western

## Poulewedstrijden

### Vrijdag 29 maart 2002
- B Club an der Alster - Ballymoney 2-0
- B Glasgow Western - Leicester 2-2
- A Rotterdam - Moskva Pravda 4-2
- A Ourense - Lorenzoni 6-0

### Zaterdag 30 maart 2002
- B Club an der Alster - Leicester 2-3
- B Glasgow Western - Ballymoney 3-0
- A Rotterdam - Lorenzoni 10-0
- A Ourense - Moskva Pravda 2-1

### Zondag 31 maart 2002
- B Leicester - Ballymoney 4-0
- B Club an der Alster - Glasgow Western 0-0
- A Lorenzoni - Moskva Pravda 1-6
- A Rotterdam - Ourense 5-0

## Uitslag poules

### Uitslag poule A
1. Rotterdam (9)
2. Ourense (6)
3. Moskva Pravda (3)
4. Lorenzoni (0)

### Uitslag poule B
1. Leicester (7)
2. Glasgow Western (5)
3. Club an der Alster (4)
4. Ballymoney (0)

## Finales

### Maandag 1 april 2002
- 4A - 3B Lorenzoni CRB - Club an der Alster 2-4
- 3A - 4B Moscow Pravda - Ballymoney 3-1
- 2A - 2B Ourense - Glasgow Western 0-1
- 1A - 1B Rotterdam - Leicester 3-0

## Einduitslag
1.  Rotterdam 

2.  Leicester HC 

3.  Glasgow Western 

4.  Ourense 

5.  Moskva Pravda 

5.  Club an der Alster 

7.  Ballymoney 

7.  HF Lorenzoni 

Mannen:
1990 ·
Terrassa 1991 ·
Vught 1992 ·
Birmingham 1993 ·
Terrassa 1994 ·
Cagliari 1995 ·
Den Haag 1996 ·
Reading 1997 ·
's-Hertogenbosch 1998 ·
Amsterdam 1999 ·
Terrassa 2000 ·
's-Hertogenbosch 2001 ·
Eindhoven 2002 ·
Terrassa 2003 ·
Eindhoven 2004 ·
Lille 2005 ·
Reading 2006 ·
Madrid 2007 

Opgegaan in de Euro Hockey League
Vrouwen:
1991 ·
Vught 1992 ·
Birmingham 1993 ·
Cardiff 1994 ·
Groningen 1995 ·
Rotterdam 1996 ·
Utrecht 1997 ·
Leuven 1998 ·
Terrassa 1999 ·
Keulen 2000 ·
Rome 2001 ·
Ourense 2002 ·
Rotterdam 2003 ·
Laren 2004 ·
Keulen 2005 ·
Edinburgh 2006 ·
Madrid 2007 ·
Parijs 2008 ·
Manchester 2009

Opgegaan in de Europcacup I